# Nádi (jóga)

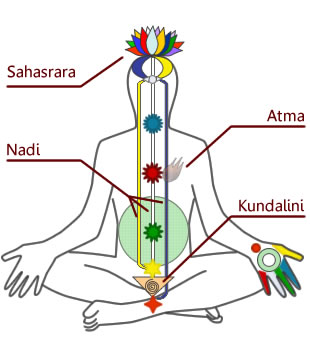
Nadi uvnitř člověka na diagramu

Nádí je sanskrtské slovo a znamená trubice nebo kanál. Nádí jsou podle tradičního indického lékařství energetické kanály, kterými proudí životní energie (prána). V tradiční čínské medicíně se pro nádí používá většinou pojem meridián.
Nádí nejsou nervová soustava, ale kanály, kterými proudí vědomí. Význam nádí je tedy v proudění. Tak jako pozitivní a negativní elektrický proud proudí v uzavřeném elektrickém obvodu, proudí životní energie (pram šako) a mentální energie (mano šako) do každého místa těla těmito nádí. Podle níže citovaného upanišadského verše je 101 nádí, které spojují všechny části těla se srdcem. Podle tanter je těchto kanálů celkem 72 tisíc.
Nejranější zmínky o nádí jsou v Čhándogja upanišadě VIII.6.6:
šatam čaiká ča hrdajasja nádjah, tásám múrdhánam abhinihšrtaiká, tajórdhvam ájann amrtatvam éti, višvann anjá utkramané bhavanti, utkramané bhavanti.

Sto a jedna je nádí (které vedou do) srdce. Jedna z nich (sušumná) vede na vrchol hlavy. Ten, kdo jí projde, stane se nesmrtelným. Ostatní (nádí) vedou různými směry. Ten, kdo jimi jde, jde jinými směry.
Čhándógjóupanišad VIII.6.6.

## Hlavní nádí
V těle existuje deset hlavních nádí: Idá, Pingalá, Sušumná, Gándhárí, Gadžadžihvá, Púšá, Jašá, Alambušá, Kuhú a Šankhiní.
Gadžadžihvá se nazývá též Hastidžihvá. Obě slova znamenají sloní jazyk.
Během praktikování jógy pečlivě zablokoval šest nádí zvaných idá, šušummá, medhyá, pingalá, náliní a dhruvá.

Když pracují zároveň idá a pingalá, nastává smrt.

### Sušumná
Nádí procházející páteří.

### Pingalá
Nádí procházející páteří. Pracuje střídavě s idou.

### Idá
Nádí procházející páteří. Pracuje střídavě s pingalou.